# Inge Sørensen

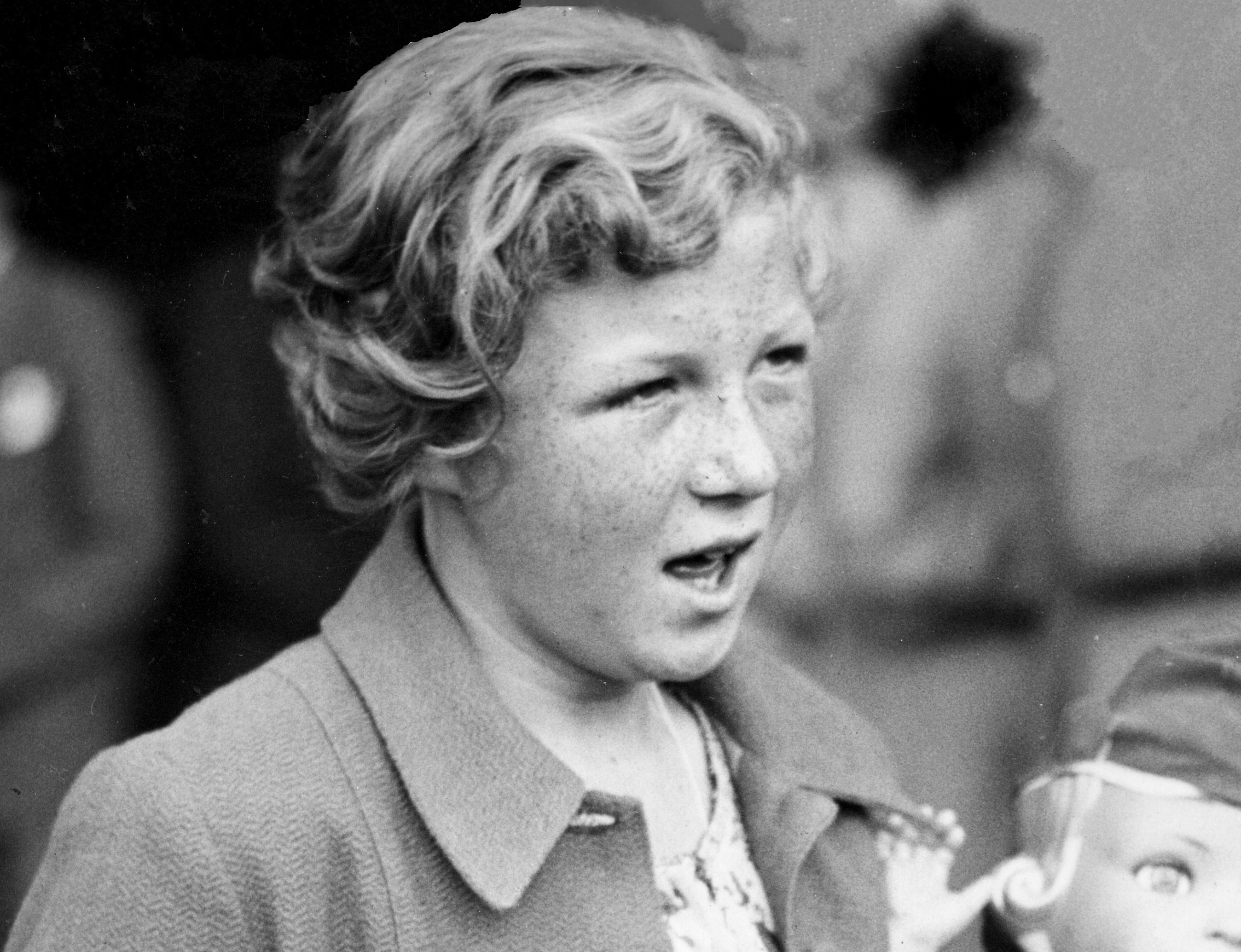
Inge Sørensen in 1936

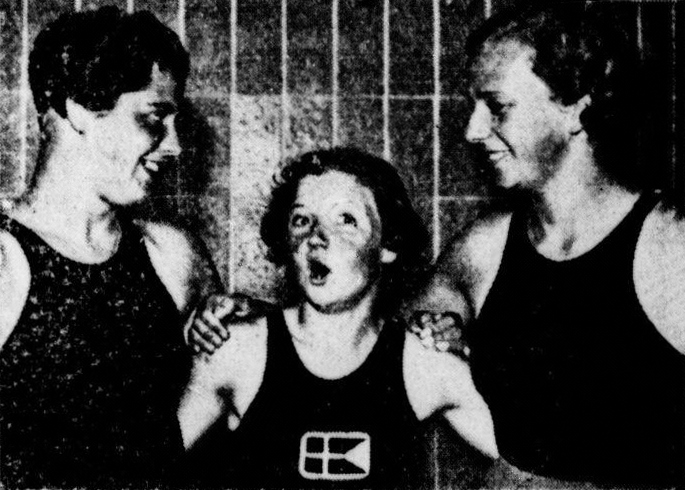
Sørensen met Jopie Waalberg (links) en Nida Senff (rechts) in 1936

Inge Tabur-Sørensen (Skovshoved, 18 juli 1924 – Mount Laurel (VS), 9 maart 2011) was een Deens zwemster.

## Biografie
Sørensen begon op jonge leeftijd met zwemmen. Op achtjarige leeftijd zwom ze haar eerste wedstrijd en ze vestigde haar eerste Deense record op haar elfde. Ze won een bronzen medaille op de Olympische Zomerspelen 1936 op de 200 meter schoolslag. Sørensen was destijds 12 jaar en 24 dagen oud en is daarmee de jongste medaillewinnares op een Olympische Spelen op een individueel onderdeel ooit, te meer omdat de leeftijdsgrenzen naderhand aangescherpt zijn. Twee jaar later, op de Europese kampioenschappen zwemmen 1938, won ze een gouden medaille op hetzelfde onderdeel.
Sørensen was tevens houdster van meerdere wereldrecords, als de 400 meter vrije slag, de 500 meter vrije slag en de 500 meter schoolslag. De 400 meter schoolslag wist ze echter niet op haar naam te schrijven. Door de oorlog waren de Olympische Spelen van 1940 en 1944 afgelast, waardoor het bij 1 deelname bleef. In 1943 had ze besloten om zwemtrainer te worden. Datzelfde jaar zette ze definitief een streep onder haar zwemcarrière. Sørensen overleed in 2011 op 86-jarige leeftijd.